# Naser Ziberi
Naser Ziberi, makedonsky Насер Зибери (* 1961 Laskarci, Skopje) je makedonský právník, politik a bývalý novinář albánského původu. Od roku 2021 působí jako Veřejný ochránce práv (Народен правобранител) v Severní Makedonii. 

## Biografie
Naser Ziberi vystudoval právnickou fakultu na Univerzitě v Prištině. Poté pracoval jako novinář v albánskojazyčném tisku Flaka e vlazerimit se sídlem ve Skopji. V 90. letech se začíná angažovat v politice, je předsedou místní buňky strany PDP ve čtvrti Karpoš, Skopje. Strana je známá tím že je stranou Albánců žijících v Severní Makedonii. Mezi léty 1994 a 1998 je generálním sekretářem této strany. V letech 1990, 1994 a znovu v roce 1998 byl zvolen poslancem za tuto stranu. V období let 1996 až 1998 byl vicepremiérem a ministrem práce a sociální politiky. Po vypršení mandátu poslance pracoval jako notář. Do parlamentních voleb 2020 jej strana DUI, známá jako nejsilnější strana v zemi hájící zájmy Albánců, vážně zvažovala jako kandidáta na premiéra. V roce 2021 se stává Veřejným ochráncem práv (Народен правобранител) s osmiletým mandátem, přičemž může být znovu zvolen.

## Zajímavosti
- Ziberi aktuálně žije ve své rodné obci Laskarci, která je čistě albánská.[zdroj⁠?!]
- Ziberi hovoří plynně francouzsky.[zdroj⁠?!]